# Ratingen
Ratingen (pronunciación en alemán: /ˈʁaːtɪŋən/ⓘ) es una municipalidad alemana en el estado de Renania del Norte-Westfalia perteneciente al distrito de Mettmann, adjudicado a la región administrativa de Düsseldorf.

## Organización
A través de una reforma administrativa en 1975 las municipalidades independientes de Breitscheid Eggerscheidt, Hösel, Lintorf, como también la localidad de Homberg, fueron adheridas a la ciudad de Ratingen. Por eso porta el título de Gran ciudad del distrito (Große kreisangehörige Stadt).

## Historia
Ratingen ha sido un asentamiento desde antes del 849. En la Edad Media estuvo bajo el mandato del Ducado de Berg. La ciudad fue erigida durante el periodo 849 hasta 1276 cuando recibió oficialmente el título de ciudad. La ciudad fue un importante centro económico que no se vio afectado hasta la guerra de los 30 años. Durante la época napoleónica formó parte del estado de Berg, y en 1815 del reino de Prusia.
Varias empresas internacionales tienen sede o sucursales en Ratingen como Vodafone, Sun Microsystems, Hewlett-Packard, SAP, CEMEX, Tiptel y Esprit Holdings.  En 1970, el número de habitantes ya sobrepasaba los 50 000.